# Iain Neil
Iain Neil (* in Glasgow) ist ein schottischer Physiker und Filmtechniker.

## Karriere
Neil schloss ein Studium der Angewandten Physik an der University of Strathclyde ab. Er entwickelte technische Neuerungen im Bereich optischer Linsen. So arbeitete er als Vizepräsident der Entwicklungsabteilung bei Panavision, Systemmanager bei Ernst Leitz Kanada und als Chef der Objektivsparte von Barr & Stroud. Danach gründete er mit ScotOptic sein eigenes Beratungsunternehmen. Er hält weltweit über 150 Patente und ist als Autor von Einzelbeiträgen und Büchern bekannt.
Für seine Leistungen im Filmbereich wurde Neil vielfach geehrt. So erhielt er 1991 den Oscar für technische Verdienste zusammen mit Takuo Miyagishima für „Primo Series of spherical prime lenses for 35 mm cinematography“, nur zwei Jahre später denselben Preis zusammen mit Kaz Fudano für die Entwicklung der „Panavision Slant Focus Lens“ und 1998 erneut für eine weitere Linse zusammen mit Jim Frazier und Rick Gelbard. Außerdem wurde er mit der Oscar-Plakette für Wissenschaft und Entwicklung in den Jahren 1992, 1993, 1995, 1996, 1999, 2001 und 2002. Im Jahr 2015 wurde ihm die Ehrendoktorwürde seiner Alma Mater verliehen. Damit ist er hinter Walt Disney die zweitmeist ausgezeichnete Person bei den Oscars. Zudem wurde ihm 2023 der Gordon E. Sawyer Award (Ehrenoscar) zugesprochen.